# Wikispecies
Wikispecies è un progetto della Wikimedia Foundation che si propone di operare una raccolta delle specie viventi in un archivio multimediale.
Il progetto fu proposto da Benedikt Mandl nel 2004 e, nel 2021, ha superato il numero di 750 000 pagine. Il progetto esiste in 131 lingue e, come altre iniziative Wikimedia, i suoi contenuti sono pubblicati sotto la doppia licenza GNU FDL e Creative Commons Attribution-ShareAlike 3.0.